# Polyonyx plumatus
Polyonyx plumatus is een tienpotigensoort uit de familie van de Porcellanidae. De wetenschappelijke naam van de soort is voor het eerst geldig gepubliceerd in 1994 door Yang & Xu.